# شورشی (فیلم ۲۰۱۶)
شورشی (به هندی: Baaghi) فیلمی است محصول سال ۲۰۱۶ و به کارگردانی صبیر خان است. در این فیلم بازیگرانی همچون تایگر شروف، شرادها کاپور، سونیل گروور، سودر بابو ایفای نقش کرده‌اند.
دنباله این فیلم، فیلم شورشی ۲ و شورشی ۳ می‌باشد.

## داستان
رونی (تایگر شروف) پسری است که برای یادگیری هنرهای رزمی وارد آکادمی هنرهای رزمی ویژه می‌شود. در این حین با سیا (شرادا کاپور) آشنا می‌شود و به او دل می‌بندد. اما پسر استاد رونی، راگاو (سودر بابو) هم عاشق سیا می‌شود. راگاو قدرت و ثروت زیادی دارد. رونی در آکادمی تلاش زیادی می‌کند که موجب می‌شود مورد توجه همگان از جمله استادش قرار می‌گیرد. یک روز دارو دسته راگاو برادر کوچک دوست رونی را می‌گیرد و رونی را مجبور می‌کنند که آن‌ها را دنبال کند. وقتی رونی آن‌ها را می‌گیرد راگاو می‌آید و به رونی می‌گوید بهتر است از سیا دور شود. آن‌ها با هم در گیر می‌شوند و رونی می‌فهمد که همه این کارها در حقیقت نقشه پدر سیا برای جدا کردن رونی و سیا بوده است. راگاو پدرش را بخاطر اینکه اجازه نمی‌دهد سیا با او ازدواج کند می‌کشد و این باعث می‌شود رونی افسرده شود.
سیا ماجرا ی رونی را باور نمی‌کند و رونی او ترک می‌کند. سیا تصمیم می‌گیرد از آن شهر به همراه با پدرش برود. چند وقت از این ماجرا می‌گذرد سیا حالا تبدیل به یک بازیگر هنر رزمی سرشناس شده است. سر فیلم‌برداری راگاو سیا را می‌رباید و پدر سیا از رونی کمک می‌خواهد. رونی که هنوز عاشق سیا است به پدر سیا می‌گوید که فقط به خاطر پول سیا را نجات می‌دهد. در برج راگاو سیا با مأموران آنجا درگیر می‌شود و سیا به بیمارستان می‌رود. رونی برای نجات سیا به بیمارستان می‌رود و با سیا از آنجا فرار می‌کند. سیا که از دست رونی دلخور است از رونی می‌خواهد آنجا را ترک کند و برود وقتی سیا انگشتر رونی را می‌بیند می‌فهمد که رونی هنوز عاشق اوست در همین لحظات راگاو می‌آید رونی را می‌کشد و سیا را می‌برد. در برج راگاو به سیا می‌گوید اگر با من ازدواج نکنی تورم می‌فرستم پیش اون. سیا به بیرون نگاه می‌کند (از آنجایی که هر وقت رونی و سیا هم را میدیدن بارون می‌گرفت) سیا به راگاو گفت من جایی نمیرم اون به اینجا می آید. رونی که هنوز زنده است با مأموران حفاظت درگیر می‌شود و با کمک سیا راگاو رو از بین میبره و در آخر هم رئیس آکادمی هنرهای رزمی استاد او میشود و با سیا یک زندگی خوب درست میکند.